# Rm

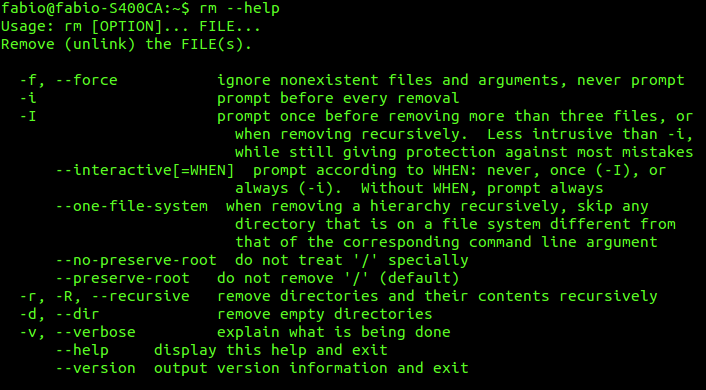
Comando RM

rm es un comando de la familia de sistemas operativos Unix usada para eliminar archivos y directorios del sistema de archivos. Esta orden debe utilizarse con cautela, ya que puede ser muy destructiva, debido a que, al momento de ser llamada, por omisión borra los archivos sin pedir confirmación.
Proviene de la palabra remove que significa "borrar" en inglés.

## Sinopsis
El comando se puede ejecutar con:
rm [Opciones] fichero

## Opciones
Modificadores comunes que acepta rm:
- -r Procesa subdirectorios de forma recursiva.
- -i Pide confirmación para cada borrado.
- -f Forzado, ignora archivos no existentes y elimina cualquier aviso de confirmación.
- -v Muestra el nombre de cada fichero antes de borrarlo
- -d Borra los directorios vacíos

En ocasiones se crea un alias con el nombre "rm", redirigido a "rm -i", con el fin de evitar borrados accidentales. Si un usuario desea borrar varios archivos sin confirmación, se puede cancelar manualmente la confirmación con el modificador -f: "rm -f"
Ejemplo eliminar todos los archivos con extensión .txt del  subdirectorio ejemplo "rm ejemplo/*.txt "

## rm -rf
"rm -rf" (con variantes, "rm -rf --no-preserve-root /", "rm -rf *", entre otras) son frecuentemente usados en bromas y anécdotas sobre desastres en Unix. Esta variante de la orden si es ejecutada por el administrador, puede causar que todos los contenidos del sistema de archivos sean borrados.